# Fabrizio Bajec
Fabrizio Bajec (Tunisi, 28 aprile 1975) è un poeta, drammaturgo e traduttore francese e italiano.

## Biografia
Da bambino vive al Cairo fino all'età di 5 anni, poi si trasferisce a Roma con la famiglia.
La seconda parte della sua infanzia e adolescenza si svolge in un piccolo paese di campagna, in provincia di Viterbo, città dove poi prosegue gli studi presso la Facoltà di Lingue e Letterature Straniere.
Si laurea con una tesi sul poeta belga William Cliff e prosegue con un dottorato sulla revisione del genere autobiografico in Francia nel XX secolo. 
Per alcuni anni scrive recensioni e saggi sulle pagine di una rivista letteraria annuale, “l'Annuario di poesia contemporanea”, diretta dal poeta Giorgio Manacorda.
Ha pubblicato le sue poesie in diverse riviste e antologie. Nel 2004 esce la sua prima silloge nell'Ottavo quaderno di Poesia Italiana (edizioni Marcos y Marcos, prefazione di Antonella Anedda), a cura di Franco Buffoni.
Ha vissuto e lavorato a Roma tra il 2006 e il 2007, dove ha scritto una sceneggiatura per un film e ha iniziato a interessarsi al teatro e a veder rappresentate alcune sue opere teatrali per la regia di Luciano Melchionna: Aiuto (2005), Ouverture (2006), Rosario (2007), Elettra (2007).
Ha lasciato l'Italia nel giugno 2008 e si è stabilito a Parigi dove ha scritto le sue prime raccolte di poesia in francese. Segue uno spettacolo teatrale, 
Rage (2017), messo in scena da David Strosberg al Teatro Nazionale di Bruxelles nel 2009, il cui testo è pubblicato nel 2017. Un anno dopo esce la terza raccolta in francese, La collaboration (2018), poi tradotta in italiano. È anche autore di un romanzo, Transizione (2020), scritto direttamente in italiano.
Come traduttore, si forma sui testi di drammaturghi di lingua francese (Christophe Pellet, Jean-Marie Piemme) e di lingua inglese (Adam Rapp), riceve una borsa di studio dalla comunità francese del Belgio per una residenza alla Chartreuse de Villeneuve lez Avignons (2008). Realizza tre antologie della poesia del belga William Cliff, con la terza delle quali ha ottenuto il premio “Città di Trento Oltre le mura” (2017).
Ha condensato le sue riflessioni sulla pratica dell'auto-traduzione come processo generativo in un saggio in lingua italiana per la rivista accademica “Transalpina” (Università di Caen).
Le sue poesie sono tradotte in spagnolo, portoghese e svedese.

## Opere

### Poesia
- Corpo nemico, in Ottavo quaderno di poesia italiana, Marcos y Marcos, 2004
- Gli ultimi, Transeuropa, 2009
- Entrare nel vuoto, Con-fine, 2011 (ISBN 978-8896427095)
- (FR)  Entrer dans le vide, Éditions du Fram, Liège, 2012 (ISBN 978-2-930330-38-4)
- (FR)  Loin de Dieu, près de toi, Éditions de l'Áge d'homme, Losanna, 2013 (ISBN 978-2825143308)
- La cura, Fermenti, Roma, 2015 (ISBN 978-8897171676)
- (FR)  La collaboration, Éditions tituli, Parigi, 2018 (ISBN 978-2373651096)
- La collaborazione, Marcos y Marcos, 2018 (ISBN 978-8871688336)
- Sogni e risvegli, Amos, collana A 27, 2021 (ISBN 978-8887670813)
- Tanka per le quattro stagioni (e altre poesie brevi), Vydia edizioni d'arte, 2025 (ISBN 978-88-97374-80-0)

### Narrativa
- Transizione, Unicopli, Milano, 2020 (ISBN 978-8840021331)

### Teatro
- (FR)  Rage, Éditions tituli, Parigi, 2017 (ISBN 978-2-37365-076-1)

### Traduzioni
- William Cliff, Il pane quotidiano, Marco Valerio, Torino, 2008
- William Cliff, Poesie scelte, Fondazione Piazzolla/Fermenti, Roma, 2015
- William Cliff, Materia chiusa, Elliot, Roma, 2020

## Riconoscimenti
- 2017 – Premio Città di Trento Oltre le mura (per la traduzione di un poeta straniero)